# هریس تاباکوویچ
هریس تاباکوویچ (انگلیسی: Haris Tabaković؛ زادهٔ ۲۰ ژوئن ۱۹۹۴) بازیکن فوتبال اهل سوئیس است.
از باشگاه‌هایی که در آن بازی کرده‌است می‌توان به باشگاه فوتبال گراس‌هاپر زوریخ و باشگاه ورزشی یانگ بویز اشاره کرد.
وی همچنین در تیم‌های ملی فوتبال زیر ۱۸ سال، زیر ۱۹ سال